# Xanton-Chassenon
Xanton-Chassenon – miejscowość i gmina we Francji, w regionie Kraj Loary, w departamencie Wandea.
Według danych na rok 1990 gminę zamieszkiwało 691 osób, a gęstość zaludnienia wynosiła 36 osób/km² (wśród 1504 gmin Kraju Loary Xanton-Chassenon plasuje się na 730. miejscu pod względem liczby ludności, natomiast pod względem powierzchni na miejscu 580.).